# 척과구룡 나들목
척과구룡 나들목(Cheokgwaguryong IC)은 대한민국 울산광역시 울주군 범서읍 두산리에 설치된 동해고속도로의 8번 교차로이다. 나들목 진출입로 및 요금소는 범서읍 척과리와 접하고 있으며, 범서읍내 및 울산 시내 (중구 일대)로 진출할 수 있다.
범서 나들목의 진입로는 바로 국도 제14호선으로 연결되지 않고 크게 우회하는 형식으로 개설되어 있는데, 이는 고속도로를 설계할 당시에 범서읍과 호계동을 잇는 범서 ~ 호계간 도로가 건설될 계획이 있었기 때문이다. 하지만 범서 ~ 호계간 도로는 이후 제대로 추진되지 못했고, 당시 설계대로 나들목이 건설되면서 지금과 같이 크게 우회하는 모양이 되었다. 건설 당시에는 북울산 나들목'이라는 가칭으로 불렸으며, 개통 당시에는 범서 나들목이라는 이름으로 개통되었다. 현재의 나들목 명칭과 달리 범서읍 중심과는 꽤 거리가 있다. 2024년 12월 16일 현재의 이름으로 변경되었다.

## 연혁
- 1998년 5월 22일: 울산광역시 도시계획시설 교통광장에 울주군 범서면 두산리 일원을 '46호 교통광장'으로 고시[2]
- 2009년 6월 17일: 나들목 신설을 위해 울산광역시 도시계획시설 교통광장에 울주군 범서면 두산리 일원 46호 교통광장을 북울산 나들목으로 변경 고시[3]
- 2011년 4월 22일: 2014년까지 나들목 선형 변경을 위해 울산광역시 도시계획시설 교통광장 면적 변경[4]
- 2015년 12월 29일: 동해고속도로 울산 ~ 남경주 구간 개통에 따라 범서 나들목으로 영업 개시[5]
- 2024년 12월 16일: 척과구룡 나들목으로 이름 변경

## 구조물 정보
- 위치: 울산광역시 울주군 범서읍 두산리
- 영업소: 울산광역시 울주군 범서읍 갈매정길 64-24

## 접속하는 도로
- 관문로 (국도 제14호선)

## 교통량 정보
| 요금소            | 통행량 (대/일) | 통행량 (대/일) | 통행량 (대/일) | 통행량 (대/일) | 통행량 (대/일) | 통행량 (대/일) | 통행량 (대/일) | 통행량 (대/일)  | 통행량 (대/일) | 통행량 (대/일) | 각주  |
| 요금소            | 2008년         | 2009년         | 2010년         | 2011년         | 2012년         | 2013년         | 2014년         | 2015년          | 2016년         | 2017년         | 각주  |
| ----------------- | -------------- | -------------- | -------------- | -------------- | -------------- | -------------- | -------------- | --------------- | -------------- | -------------- | ----- |
| 범서 (폐쇄식)     | 미개통         | 미개통         | 미개통         | 미개통         | 미개통         | 미개통         | 미개통         | 12              | 1,809          | 2,013          | [ 6 ] |
| 요금소            | 2018년         | 2019년         | 2020년         | 2021년         | 2022년         | 2023년         | 2024년         | 2025년          |                |                | [ 6 ] |
| 범서 (폐쇄식)     | 1,945          | 1,980          |                |                |                |                |                | 척과구룡 요금소 |                |                | [ 6 ] |
| 척과구룡 (폐쇄식) | 범서 요금소    | 범서 요금소    | 범서 요금소    | 범서 요금소    | 범서 요금소    | 범서 요금소    | 범서 요금소    |                 |                |                | [ 6 ] |